# Albert Montañés
Albert Montañés Roca (* 26. listopadu 1980 Sant Carles de la Ràpita) je bývalý španělský profesionální tenista.
Ve své kariéře zatím vyhrál 6 turnajů ATP World Tour ve dvouhře a 2 turnaje ve čtyřhře. Montañés ukončil kariéru v roce 2017.

## Finálové účasti na turnajích ATP World Tour
| Legenda                           |
| Grand Slam (0–0)                  |
| ATP World Tour Finals (0–0)       |
| ATP World Tour Masters 1000 (0–0) |
| ATP World Tour 500 (0–1 D, 0–0 Č) |
| ATP World Tour 250 (6–4 D, 2–4 Č) |

### Dvouhra: 11 (6–5)
| Stav      | Č. | Datum             | Turnaj                   | Povrch | Soupeř ve finále   | Výsledek           |
| Finalista | 1. | 16. září 2001     | Bukurešť, Rumunsko       | antuka | Júnis Al Ajnáví    | 6–7(5–7), 6–7(2–7) |
| Finalista | 2. | 18. dubna 2004    | Valencie, Španělsko      | antuka | Fernando Verdasco  | 6–7(5–7), 3–6      |
| Finalista | 3. | 27. února 2005    | Acapulco, Mexiko         | antuka | Rafael Nadal       | 1–6, 0–6           |
| Finalista | 4. | 29. dubna 2007    | Casablanca, Maroko       | antuka | Paul-Henri Mathieu | 1–6, 1–6           |
| Vítěz     | 1. | 20. července 2008 | Amersfoort, Nizozemsko   | antuka | Steve Darcis       | 1–6, 7–5, 6–3      |
| Vítěz     | 2. | 10. květen 2009   | Estoril, Portugalsko     | antuka | James Blake        | 5-7, 7-66, 6-0     |
| Vítěz     | 3. | 27. září 2009     | Bukurešť, Rumunsko       | antuka | Juan Mónaco        | 7-62, 7-66         |
| Vítěz     | 4. | 9. května 2010    | Estoril, Portugalsko (2) | antuka | Frederico Gil      | 6–2, 6–7(4–7), 7–5 |
| Vítěz     | 5. | 18. července 2010 | Stuttgart, Německo       | antuka | Gaël Monfils       | 6–2, 1–2           |
| Finalista | 5. | 7. srpna 2011     | Kitzbühel, Rakousko      | antuka | Robin Haase        | 4–6, 6–4, 1–6      |
| Vítěz     | 6. | 25. května 2013   | Nice, Francie            | antuka | Gaël Monfils       | 6–0, 7–6(7–3)      |

### Čtyřhra: 6 (2–4)
| Stav      | Č. | Datum           | Turnaj                        | Povrch | Partner               | Soupeři ve finále                | Výsledek         |
| Finalista | 1. | 4. února 2007   | Viña del Mar, Chile           | antuka | Rubén Ramírez Hidalgo | Paul Capdeville Óscar Hernández  | 6–4, 4–6, [6–10] |
| Finalista | 2. | 18. února 2007  | Costa do Sauípe, Brazílie     | antuka | Rubén Ramírez Hidalgo | Lukáš Dlouhý Pavel Vízner        | 2–6, 6–7(4–7)    |
| Finalista | 3. | 25. února 2007  | Buenos Aires, Argentina       | antuka | Rubén Ramírez Hidalgo | Martín García Sebastián Prieto   | 4–6, 2–6         |
| Finalista | 4. | 17. února 2008  | Costa do Sauípe, Brazílie (2) | antuka | Santiago Ventura      | Marcelo Melo André Sá            | 6–4, 2–6, [7–10] |
| Vítěz     | 1. | 25. května 2008 | Casablanca, Maroko            | antuka | Santiago Ventura      | James Cerretani Todd Perry       | 6–1, 6–2         |
| Vítěz     | 2. | 8. ledna 2010   | Dauhá, Katar                  | tvrdý  | G. García López       | František Čermák Michal Mertiňák | 6–4, 7–5         |

## Postavení na žebříčku ATP na konci roku

### Dvouhra
| Rok    | 1999 | 2000   | 2001  | 2002  | 2003  | 2004  | 2005  | 2006  | 2007  | 2008  | 2009  |
| Pořadí | 288. | ▲ 175. | ▲ 65. | ▼ 80. | ▼ 81. | ▼ 95. | ▲ 74. | ▼ 86. | ▲ 46. | ▬ 46. | ▲ 31. |

### Čtyřhra
| Rok    | 1999 | 2000    | 2001    | 2002    | 2003   | 2004   | 2005   | 2006   | 2007  | 2008   | 2009   |
| Pořadí | 934. | ▼ 1012. | ▼ 1210. | ▼ 1226. | ▲ 302. | ▼ 305. | ▼ 671. | ▲ 233. | ▲ 88. | ▼ 102. | ▼ 109. |